# Amstel Gold Race de 2019
A 54.ª edição da clássica ciclista Amstel Gold Race foi uma corrida nos Países Baixos que se celebrou a 21 de abril de 2019 sobre um percurso de 265,7 quilómetros com início no município de Maastricht e final na cidade de Berg en Terblijt.
A corrida faz parte do UCI World Tour de 2019, sendo a décima oitava competição do calendário de ciclismo de classe mundial. O vencedor final foi o holandês Mathieu van der Poel do Corendon-Circus seguido do australiano Simon Clarke da EF Education First Pro Cycling e o dinamarquês Jakob Fuglsang da Astana.

## Equipas participantes
Tomaram parte na corrida 25 equipas: 18 de categoria UCI World Team; e 7 de categoria Continental. Formando assim um pelotão de 175 ciclistas dos que acabaram 112. As equipas participantes foram:
| Equipes WorldTeam (18)- Dimension Data - Mitchelton-Scott - Bahrain-Merida - AG2R La Mondiale - Astana - Bora-hansgrohe - CCC Team - Deceuninck-Quick Step - EF Education First - Groupama-FDJ - Lotto Soudal - Movistar Team - Team Jumbo-Visma - Katusha-Alpecin - Sky - Team Sunweb - Trek-Segafredo - UAE Team Emirates Equipes profissionais Continentais (7)- Corendon-Circus - Roompot-Charles - Bardiani CSF - Israel Cycling Academy - Sport Vlaanderen-Baloise - Vital Concept-B&B Hotels - Wanty-Groupe Gobert |
| |

## Classificações finais
- As classificações finalizaram da seguinte forma:[3]

### Classificação geral
| \| Classificação geral \| Classificação geral \| Classificação geral \| Classificação geral \| Classificação geral \| \| Ciclista \| Ciclista \| Equipe \| Tempo \| \| \| ------------------- \| --------------------- \| --------------------- \| ------------------- \| ------------------- \| \| 1. \| Mathieu van der Poel \| Corendon-Circus \| 6h28m18s \| \| \| 2. \| Simon Clarke \| EF Education First \| + 0s \| \| \| 3. \| Jakob Fuglsang \| Astana \| + 0s \| \| \| 4. \| Julian Alaphilippe \| Deceuninck-Quick Step \| + 0s \| \| \| 5. \| Maximilian Schachmann \| Bora-Hansgrohe \| + 0s \| \| \| 6. \| Bjorg Lambrecht \| Lotto-Soudal \| + 0s \| \| \| 7. \| Alessandro De Marchi \| CCC Team \| + 0s \| \| \| 8. \| Valentin Madouas \| Groupama-FDJ \| + 0s \| \| \| 9. \| Romain Bardet \| AG2R La Mondiale \| + 0s \| \| \| 10. \| Matteo Trentin \| Mitchelton-Scott \| + 0s \| \| |                       |                       |          |
| |                       |                       |          |
| Fonte: ProCyclingStats |                       |                       |          |
| Classificação geral |                       |                       |          |
| Ciclista | Ciclista              | Equipe                | Tempo    |
| 1. | Mathieu van der Poel  | Corendon-Circus       | 6h28m18s |
| 2. | Simon Clarke          | EF Education First    | + 0s     |
| 3. | Jakob Fuglsang        | Astana                | + 0s     |
| 4. | Julian Alaphilippe    | Deceuninck-Quick Step | + 0s     |
| 5. | Maximilian Schachmann | Bora-Hansgrohe        | + 0s     |
| 6. | Bjorg Lambrecht       | Lotto-Soudal          | + 0s     |
| 7. | Alessandro De Marchi  | CCC Team              | + 0s     |
| 8. | Valentin Madouas      | Groupama-FDJ          | + 0s     |
| 9. | Romain Bardet         | AG2R La Mondiale      | + 0s     |
| 10. | Matteo Trentin        | Mitchelton-Scott      | + 0s     |

## UCI World Ranking
A Amstel Gold Race outorgara pontos para o UCI World Ranking para corredores das equipas nas categorias UCI World Team, Profissional Continental e Equipas Continentais. A seguinte tabela são o barómetro de pontuação e os corredores que obtiveram pontos:
| Posição   | 1.º | 2.º | 3.º | 4.º | 5.º | 6.º | 7.º | 8.º | 9.º | 10.º | 11.º | 12.º | 13.º | 14.º | 15.º | 16.º-20.º | 21.º-30.º | 31.º-50.º | 51.º-55.º | 56.º-60.º |
| Pontuação | 500 | 400 | 325 | 275 | 225 | 175 | 150 | 125 | 100 | 85   | 70   | 60   | 50   | 40   | 35   | 30        | 20        | 10        | 5         | 3         |

| 1.º  | Mathieu van der Poel  | Corendon-Circus                | 500 |
| 2.º  | Simon Clarke          | EF Education First Pro Cycling | 400 |
| 3.º  | Jakob Fuglsang        | Astana                         | 325 |
| 4.º  | Julian Alaphilippe    | Deceuninck-Quick Step          | 275 |
| 5.º  | Maximilian Schachmann | Bora-Hansgrohe                 | 225 |
| 6.º  | Bjorg Lambrecht       | Lotto-Soudal                   | 175 |
| 7.º  | Alessandro De Marchi  | CCC                            | 150 |
| 8.º  | Valentin Madouas      | Groupama-FDJ                   | 125 |
| 9.º  | Romain Bardet         | AG2R La Mondiale               | 100 |
| 10.º | Matteo Trentin        | Mitchelton-Scott               | 85  |

## Lista de Participantes
| Dimension Data TDD | Dimension Data TDD      | Dimension Data TDD |
| ------------------ | ----------------------- | ------------------ |
| Num                | Ciclista                | Pos                |
| 1                  | Michael Valgren (DEN)   | 53.                |
| 2                  | Bernhard Eisel (AUT)    | DNF                |
| 3                  | Enrico Gasparotto (ITA) | 42.                |
| 4                  | Lars Bak (DEN)          | DNF                |
| 5                  | Roman Kreuziger (CZE)   | 18.                |
| 6                  | Tom Slagter (NED)       | 85.                |
| 7                  | Julien Vermote (BEL)    | 97.                |

| Mitchelton-Scott MTS | Mitchelton-Scott MTS           | Mitchelton-Scott MTS |
| -------------------- | ------------------------------ | -------------------- |
| Num                  | Ciclista                       | Pos                  |
| 11                   | Matteo Trentin (ITA) (estrada) | 10.                  |
| 12                   | Michael Albasini (SUI)         | 60.                  |
| 13                   | Michael Hepburn (AUS)          | DNF                  |
| 14                   | Daryl Impey (RSA) (estrada)    | 15.                  |
| 15                   | Christopher Juul-Jensen (DEN)  | 89.                  |
| 16                   | Nick Schultz (AUS)             | 107.                 |
| 17                   | Dion Smith (NZL)               | 19.                  |

| Bahrain-Merida TBM | Bahrain-Merida TBM            | Bahrain-Merida TBM |
| ------------------ | ----------------------------- | ------------------ |
| Num                | Ciclista                      | Pos                |
| 21                 | Dylan Teuns (BEL)             | 64.                |
| 22                 | Sonny Colbrelli (ITA)         | 72.                |
| 23                 | Iván García Cortina (ESP)     | DNF                |
| 24                 | Matej Mohorič (SLO) (estrada) | 46.                |
| 25                 | Damiano Caruso (ITA)          | 70.                |
| 26                 | Grega Bole (SLO)              | 38.                |
| 27                 | Jan Tratnik (SLO)             | DNF                |

| AG2R La Mondiale ALM | AG2R La Mondiale ALM    | AG2R La Mondiale ALM |
| -------------------- | ----------------------- | -------------------- |
| Num                  | Ciclista                | Pos                  |
| 31                   | Oliver Naesen (BEL)     | 28.                  |
| 32                   | Mikaël Cherel (FRA)     | 51.                  |
| 33                   | Benoît Cosnefroy (FRA)  | 44.                  |
| 34                   | Clément Chevrier (FRA)  | 95.                  |
| 35                   | Romain Bardet (FRA)     | 9.                   |
| 36                   | Clément Venturini (FRA) | 40.                  |
| 37                   | Larry Warbasse (USA)    | 47.                  |

| Astana AST | Astana AST                      | Astana AST |
| ---------- | ------------------------------- | ---------- |
| Num        | Ciclista                        | Pos        |
| 41         | Alexey Lutsenko (KAZ) (estrada) | 69.        |
| 42         | Omar Fraile (ESP)               | DNF        |
| 43         | Jakob Fuglsang (DEN)            | 3.         |
| 44         | Gorka Izagirre (ESP) (estrada)  | 63.        |
| 45         | Davide Villella (ITA)           | DNF        |
| 46         | Laurens De Vreese (BEL)         | DNF        |
| 47         | Luis León Sánchez (ESP)         | 65.        |

| Bora-Hansgrohe BOH | Bora-Hansgrohe BOH          | Bora-Hansgrohe BOH |
| ------------------ | --------------------------- | ------------------ |
| Num                | Ciclista                    | Pos                |
| 51                 | Peter Sagan (SVK) (estrada) | DNF                |
| 52                 | Cesare Benedetti (ITA)      | 84.                |
| 53                 | Marcus Burghardt (GER)      | 57.                |
| 54                 | Patrick Konrad (AUT)        | 26.                |
| 55                 | Jay McCarthy (AUS)          | 17.                |
| 56                 | Daniel Oss (ITA)            | DNF                |
| 57                 | Maximilian Schachmann (GER) | 5.                 |

| CCC Team CPT | CCC Team CPT               | CCC Team CPT |
| ------------ | -------------------------- | ------------ |
| Num          | Ciclista                   | Pos          |
| 61           | Greg Van Avermaet (BEL)    | 14.          |
| 62           | Alessandro De Marchi (ITA) | 7.           |
| 63           | Patrick Bevin (NZL)        | DNF          |
| 64           | Jonas Koch (GER)           | DNF          |
| 65           | Serge Pauwels (BEL)        | 55.          |
| 66           | Łukasz Wiśniowski (POL)    | DNF          |
| 67           | Michael Schär (SUI)        | 90.          |

| Deceuninck-Quick Step DQT | Deceuninck-Quick Step DQT | Deceuninck-Quick Step DQT |
| ------------------------- | ------------------------- | ------------------------- |
| Num                       | Ciclista                  | Pos                       |
| 71                        | Philippe Gilbert (BEL)    | 30.                       |
| 72                        | Rémi Cavagna (FRA)        | DNF                       |
| 73                        | Dries Devenyns (BEL)      | 34.                       |
| 74                        | Julian Alaphilippe (FRA)  | 4.                        |
| 75                        | Mikkel Honoré (DEN)       | 92.                       |
| 76                        | Pieter Serry (BEL)        | DNF                       |
| 77                        | Petr Vakoč (CZE)          | DNF                       |

| EF Education First EF1 | EF Education First EF1 | EF Education First EF1 |
| ---------------------- | ---------------------- | ---------------------- |
| Num                    | Ciclista               | Pos                    |
| 81                     | Michael Woods (CAN)    | 68.                    |
| 82                     | Alberto Bettiol (ITA)  | 71.                    |
| 83                     | Simon Clarke (AUS)     | 2.                     |
| 84                     | Lawson Craddock (USA)  | 62.                    |
| 85                     | Alex Howes (USA)       | 74.                    |
| 86                     | Logan Owen (USA)       | 73.                    |
| 87                     | Sean Bennett (USA)     | DNF                    |

| Groupama-FDJ GFC | Groupama-FDJ GFC        | Groupama-FDJ GFC |
| ---------------- | ----------------------- | ---------------- |
| Num              | Ciclista                | Pos              |
| 91               | Tobias Ludvigsson (SWE) | DNF              |
| 92               | Valentin Madouas (FRA)  | 8.               |
| 93               | Rudy Molard (FRA)       | 32.              |
| 94               | Romain Seigle (FRA)     | 93.              |
| 95               | Benoît Vaugrenard (FRA) | DNF              |
| 96               | Léo Vincent (FRA)       | DNF              |
| 97               | William Bonnet (FRA)    | DNF              |

| Lotto-Soudal LTS | Lotto-Soudal LTS         | Lotto-Soudal LTS |
| ---------------- | ------------------------ | ---------------- |
| Num              | Ciclista                 | Pos              |
| 101              | Tim Wellens (BEL)        | DNF              |
| 102              | Bjorg Lambrecht (BEL)    | 6.               |
| 103              | Tomasz Marczyński (POL)  | 59.              |
| 104              | Maxime Monfort (BEL)     | 61.              |
| 105              | Tosh Van der Sande (BEL) | DNF              |
| 106              | Jelle Vanendert (BEL)    | 33.              |
| 107              | Sander Armée (BEL)       | DNF              |

| Movistar Team MOV | Movistar Team MOV                  | Movistar Team MOV |
| ----------------- | ---------------------------------- | ----------------- |
| Num               | Ciclista                           | Pos               |
| 111               | Alejandro Valverde (ESP) (estrada) | 66.               |
| 112               | Carlos Alberto Betancur (COL)      | DNF               |
| 113               | Imanol Erviti (ESP)                | DNF               |
| 114               | Jaime Castrillo (ESP)              | DNF               |
| 115               | Andrey Amador (CRC)                | 83.               |
| 116               | Carlos Barbero (ESP)               | 80.               |
| 117               | Carlos Verona (ESP)                | 109.              |

| Team Jumbo-Visma TJV | Team Jumbo-Visma TJV    | Team Jumbo-Visma TJV |
| -------------------- | ----------------------- | -------------------- |
| Num                  | Ciclista                | Pos                  |
| 121                  | Wout van Aert (BEL)     | 58.                  |
| 122                  | Floris De Tier (BEL)    | 77.                  |
| 123                  | Robert Gesink (NED)     | 21.                  |
| 124                  | Bert-Jan Lindeman (NED) | 87.                  |
| 125                  | Paul Martens (GER)      | 48.                  |
| 126                  | Koen Bouwman (NED)      | 104.                 |
| 127                  | Jos van Emden (NED)     | DNF                  |

| Katusha-Alpecin TKA | Katusha-Alpecin TKA    | Katusha-Alpecin TKA |
| ------------------- | ---------------------- | ------------------- |
| Num                 | Ciclista               | Pos                 |
| 131                 | Nathan Haas (AUS)      | 37.                 |
| 132                 | Jenthe Biermans (BEL)  | DNF                 |
| 133                 | Ruben Guerreiro (POR)  | DNF                 |
| 134                 | Enrico Battaglin (ITA) | 25.                 |
| 135                 | Rick Zabel (GER)       | 105.                |
| 136                 | Willie Smit (RSA)      | DNF                 |
| 137                 | Dmitry Strakhov (RUS)  | DNF                 |

| Team Sky SKY | Team Sky SKY                       | Team Sky SKY |
| ------------ | ---------------------------------- | ------------ |
| Num          | Ciclista                           | Pos          |
| 141          | Michał Kwiatkowski (POL) (estrada) | 11.          |
| 142          | Edward Dunbar (IRL)                | 102.         |
| 143          | Michał Gołaś (POL)                 | 82.          |
| 144          | David de la Cruz (ESP)             | DNF          |
| 145          | Wout Poels (NED)                   | 108.         |
| 146          | Diego Rosa (ITA)                   | 67.          |
| 147          | Dylan van Baarle (NED)             | 31.          |

| Team Sunweb SUN | Team Sunweb SUN            | Team Sunweb SUN |
| --------------- | -------------------------- | --------------- |
| Num             | Ciclista                   | Pos             |
| 151             | Michael Matthews (AUS)     | 16.             |
| 152             | Johannes Fröhlinger (GER)  | DNF             |
| 153             | Marc Hirschi (SUI)         | 54.             |
| 154             | Lennard Kämna (GER)        | 110.            |
| 155             | Søren Kragh Andersen (DEN) | DNF             |
| 156             | Louis Vervaeke (BEL)       | DNF             |
| 157             | Nicolas Roche (IRL)        | DNF             |

| Trek-Segafredo TFS | Trek-Segafredo TFS   | Trek-Segafredo TFS |
| ------------------ | -------------------- | ------------------ |
| Num                | Ciclista             | Pos                |
| 161                | Bauke Mollema (NED)  | 12.                |
| 162                | Koen de Kort (NED)   | DNF                |
| 163                | Fabio Felline (ITA)  | DNF                |
| 164                | Michael Gogl (AUT)   | 81.                |
| 165                | Edward Theuns (BEL)  | 106.               |
| 166                | Toms Skujiņš (LAT)   | 23.                |
| 167                | Julien Bernard (FRA) | 91.                |

| UAE Team Emirates UAD | UAE Team Emirates UAD | UAE Team Emirates UAD |
| --------------------- | --------------------- | --------------------- |
| Num                   | Ciclista              | Pos                   |
| 171                   | Rui Costa (POR)       | 13.                   |
| 172                   | Sergio Henao (COL)    | 29.                   |
| 173                   | Manuele Mori (ITA)    | DNF                   |
| 174                   | Tadej Pogačar (SLO)   | DNF                   |
| 175                   | Simone Petilli (ITA)  | 79.                   |
| 176                   | Edward Ravasi (ITA)   | DNF                   |
| 177                   | Diego Ulissi (ITA)    | 22.                   |

| Corendon-Circus COC | Corendon-Circus COC                  | Corendon-Circus COC |
| ------------------- | ------------------------------------ | ------------------- |
| Num                 | Ciclista                             | Pos                 |
| 181                 | Mathieu van der Poel (NED) (estrada) | 1.                  |
| 182                 | Stijn Devolder (BEL)                 | 100.                |
| 183                 | Jimmy Janssens (BEL)                 | 86.                 |
| 184                 | Gianni Vermeersch (BEL)              | 36.                 |
| 185                 | Marcel Meisen (GER)                  | 52.                 |
| 186                 | Otto Vergaerde (BEL)                 | DNF                 |
| 187                 | Philipp Walsleben (GER)              | DNF                 |

| Roompot-Charles ROC | Roompot-Charles ROC      | Roompot-Charles ROC |
| ------------------- | ------------------------ | ------------------- |
| Num                 | Ciclista                 | Pos                 |
| 191                 | Lars Boom (NED)          | DNF                 |
| 192                 | Mathias De Witte (BEL)   | 78.                 |
| 193                 | Huub Duyn (NED)          | 43.                 |
| 194                 | Maurits Lammertink (NED) | 45.                 |
| 195                 | Oscar Riesebeek (NED)    | 99.                 |
| 196                 | Nick van der Lijke (NED) | 49.                 |
| 197                 | Pieter Weening (NED)     | 88.                 |

| Bardiani CSF BRD | Bardiani CSF BRD         | Bardiani CSF BRD |
| ---------------- | ------------------------ | ---------------- |
| Num              | Ciclista                 | Pos              |
| 201              | Vincenzo Albanese (ITA)  | DNF              |
| 202              | Enrico Barbin (ITA)      | 111.             |
| 203              | Lorenzo Rota (ITA)       | DNF              |
| 204              | Paolo Simion (ITA)       | DNF              |
| 205              | Alessandro Pessot (ITA)  | DNF              |
| 206              | Alessandro Tonelli (ITA) | DNF              |
| 207              | Mirco Maestri (ITA)      | DNF              |

| Israel Cycling Academy ICA | Israel Cycling Academy ICA | Israel Cycling Academy ICA |
| -------------------------- | -------------------------- | -------------------------- |
| Num                        | Ciclista                   | Pos                        |
| 211                        | Ben Hermans (BEL)          | 24.                        |
| 212                        | Clément Carisey (FRA)      | DNF                        |
| 213                        | August Jensen (NOR)        | 98.                        |
| 214                        | Tom Van Asbroeck (BEL)     | 35.                        |
| 215                        | Roy Goldstein (ISR)        | DNF                        |
| 216                        | Kristian Sbaragli (ITA)    | 20.                        |
| 217                        | Dennis van Winden (NED)    | 75.                        |

| Sport Vlaanderen-Baloise SVB | Sport Vlaanderen-Baloise SVB | Sport Vlaanderen-Baloise SVB |
| ---------------------------- | ---------------------------- | ---------------------------- |
| Num                          | Ciclista                     | Pos                          |
| 221                          | Benjamin Declercq (BEL)      | 112.                         |
| 222                          | Kevin Deltombe (BEL)         | 101.                         |
| 223                          | Emiel Planckaert (BEL)       | DNF                          |
| 224                          | Thomas Sprengers (BEL)       | 56.                          |
| 225                          | Dries Van Gestel (BEL)       | 41.                          |
| 226                          | Preben Van Hecke (BEL)       | DNF                          |
| 227                          | Aaron Verwilst (BEL)         | DNF                          |

| Vital Concept-B&B Hotels VCB | Vital Concept-B&B Hotels VCB | Vital Concept-B&B Hotels VCB |
| ---------------------------- | ---------------------------- | ---------------------------- |
| Num                          | Ciclista                     | Pos                          |
| 231                          | Bryan Coquard (FRA)          | 39.                          |
| 232                          | Cyril Gautier (FRA)          | DNF                          |
| 233                          | Patrick Müller (SUI)         | 50.                          |
| 234                          | Quentin Pacher (FRA)         | 76.                          |
| 235                          | Kévin Réza (FRA)             | DNF                          |
| 236                          | Corentin Ermenault (FRA)     | DNF                          |
| 237                          | Arnaud Courteille (FRA)      | DNF                          |

| Wanty-Gobert WGG | Wanty-Gobert WGG           | Wanty-Gobert WGG |
| ---------------- | -------------------------- | ---------------- |
| Num              | Ciclista                   | Pos              |
| 241              | Odd Christian Eiking (NOR) | 96.              |
| 242              | Wesley Kreder (NED)        | DNF              |
| 243              | Xandro Meurisse (BEL)      | 27.              |
| 244              | Andrea Pasqualon (ITA)     | 94.              |
| 245              | Marco Minnaard (NED)       | DNF              |
| 246              | Loïc Vliegen (BEL)         | DNF              |
| 247              | Jérôme Baugnies (BEL)      | 103.             |

| Dimension Data TDD | Dimension Data TDD      | Dimension Data TDD |
| ------------------ | ----------------------- | ------------------ |
| Num                | Ciclista                | Pos                |
| 1                  | Michael Valgren (DEN)   | 53.                |
| 2                  | Bernhard Eisel (AUT)    | DNF                |
| 3                  | Enrico Gasparotto (ITA) | 42.                |
| 4                  | Lars Bak (DEN)          | DNF                |
| 5                  | Roman Kreuziger (CZE)   | 18.                |
| 6                  | Tom Slagter (NED)       | 85.                |
| 7                  | Julien Vermote (BEL)    | 97.                |

| Mitchelton-Scott MTS | Mitchelton-Scott MTS           | Mitchelton-Scott MTS |
| -------------------- | ------------------------------ | -------------------- |
| Num                  | Ciclista                       | Pos                  |
| 11                   | Matteo Trentin (ITA) (estrada) | 10.                  |
| 12                   | Michael Albasini (SUI)         | 60.                  |
| 13                   | Michael Hepburn (AUS)          | DNF                  |
| 14                   | Daryl Impey (RSA) (estrada)    | 15.                  |
| 15                   | Christopher Juul-Jensen (DEN)  | 89.                  |
| 16                   | Nick Schultz (AUS)             | 107.                 |
| 17                   | Dion Smith (NZL)               | 19.                  |

| Bahrain-Merida TBM | Bahrain-Merida TBM            | Bahrain-Merida TBM |
| ------------------ | ----------------------------- | ------------------ |
| Num                | Ciclista                      | Pos                |
| 21                 | Dylan Teuns (BEL)             | 64.                |
| 22                 | Sonny Colbrelli (ITA)         | 72.                |
| 23                 | Iván García Cortina (ESP)     | DNF                |
| 24                 | Matej Mohorič (SLO) (estrada) | 46.                |
| 25                 | Damiano Caruso (ITA)          | 70.                |
| 26                 | Grega Bole (SLO)              | 38.                |
| 27                 | Jan Tratnik (SLO)             | DNF                |

| AG2R La Mondiale ALM | AG2R La Mondiale ALM    | AG2R La Mondiale ALM |
| -------------------- | ----------------------- | -------------------- |
| Num                  | Ciclista                | Pos                  |
| 31                   | Oliver Naesen (BEL)     | 28.                  |
| 32                   | Mikaël Cherel (FRA)     | 51.                  |
| 33                   | Benoît Cosnefroy (FRA)  | 44.                  |
| 34                   | Clément Chevrier (FRA)  | 95.                  |
| 35                   | Romain Bardet (FRA)     | 9.                   |
| 36                   | Clément Venturini (FRA) | 40.                  |
| 37                   | Larry Warbasse (USA)    | 47.                  |

| Astana AST | Astana AST                      | Astana AST |
| ---------- | ------------------------------- | ---------- |
| Num        | Ciclista                        | Pos        |
| 41         | Alexey Lutsenko (KAZ) (estrada) | 69.        |
| 42         | Omar Fraile (ESP)               | DNF        |
| 43         | Jakob Fuglsang (DEN)            | 3.         |
| 44         | Gorka Izagirre (ESP) (estrada)  | 63.        |
| 45         | Davide Villella (ITA)           | DNF        |
| 46         | Laurens De Vreese (BEL)         | DNF        |
| 47         | Luis León Sánchez (ESP)         | 65.        |

| Bora-Hansgrohe BOH | Bora-Hansgrohe BOH          | Bora-Hansgrohe BOH |
| ------------------ | --------------------------- | ------------------ |
| Num                | Ciclista                    | Pos                |
| 51                 | Peter Sagan (SVK) (estrada) | DNF                |
| 52                 | Cesare Benedetti (ITA)      | 84.                |
| 53                 | Marcus Burghardt (GER)      | 57.                |
| 54                 | Patrick Konrad (AUT)        | 26.                |
| 55                 | Jay McCarthy (AUS)          | 17.                |
| 56                 | Daniel Oss (ITA)            | DNF                |
| 57                 | Maximilian Schachmann (GER) | 5.                 |

| CCC Team CPT | CCC Team CPT               | CCC Team CPT |
| ------------ | -------------------------- | ------------ |
| Num          | Ciclista                   | Pos          |
| 61           | Greg Van Avermaet (BEL)    | 14.          |
| 62           | Alessandro De Marchi (ITA) | 7.           |
| 63           | Patrick Bevin (NZL)        | DNF          |
| 64           | Jonas Koch (GER)           | DNF          |
| 65           | Serge Pauwels (BEL)        | 55.          |
| 66           | Łukasz Wiśniowski (POL)    | DNF          |
| 67           | Michael Schär (SUI)        | 90.          |

| Deceuninck-Quick Step DQT | Deceuninck-Quick Step DQT | Deceuninck-Quick Step DQT |
| ------------------------- | ------------------------- | ------------------------- |
| Num                       | Ciclista                  | Pos                       |
| 71                        | Philippe Gilbert (BEL)    | 30.                       |
| 72                        | Rémi Cavagna (FRA)        | DNF                       |
| 73                        | Dries Devenyns (BEL)      | 34.                       |
| 74                        | Julian Alaphilippe (FRA)  | 4.                        |
| 75                        | Mikkel Honoré (DEN)       | 92.                       |
| 76                        | Pieter Serry (BEL)        | DNF                       |
| 77                        | Petr Vakoč (CZE)          | DNF                       |

| EF Education First EF1 | EF Education First EF1 | EF Education First EF1 |
| ---------------------- | ---------------------- | ---------------------- |
| Num                    | Ciclista               | Pos                    |
| 81                     | Michael Woods (CAN)    | 68.                    |
| 82                     | Alberto Bettiol (ITA)  | 71.                    |
| 83                     | Simon Clarke (AUS)     | 2.                     |
| 84                     | Lawson Craddock (USA)  | 62.                    |
| 85                     | Alex Howes (USA)       | 74.                    |
| 86                     | Logan Owen (USA)       | 73.                    |
| 87                     | Sean Bennett (USA)     | DNF                    |

| Groupama-FDJ GFC | Groupama-FDJ GFC        | Groupama-FDJ GFC |
| ---------------- | ----------------------- | ---------------- |
| Num              | Ciclista                | Pos              |
| 91               | Tobias Ludvigsson (SWE) | DNF              |
| 92               | Valentin Madouas (FRA)  | 8.               |
| 93               | Rudy Molard (FRA)       | 32.              |
| 94               | Romain Seigle (FRA)     | 93.              |
| 95               | Benoît Vaugrenard (FRA) | DNF              |
| 96               | Léo Vincent (FRA)       | DNF              |
| 97               | William Bonnet (FRA)    | DNF              |

| Lotto-Soudal LTS | Lotto-Soudal LTS         | Lotto-Soudal LTS |
| ---------------- | ------------------------ | ---------------- |
| Num              | Ciclista                 | Pos              |
| 101              | Tim Wellens (BEL)        | DNF              |
| 102              | Bjorg Lambrecht (BEL)    | 6.               |
| 103              | Tomasz Marczyński (POL)  | 59.              |
| 104              | Maxime Monfort (BEL)     | 61.              |
| 105              | Tosh Van der Sande (BEL) | DNF              |
| 106              | Jelle Vanendert (BEL)    | 33.              |
| 107              | Sander Armée (BEL)       | DNF              |

| Movistar Team MOV | Movistar Team MOV                  | Movistar Team MOV |
| ----------------- | ---------------------------------- | ----------------- |
| Num               | Ciclista                           | Pos               |
| 111               | Alejandro Valverde (ESP) (estrada) | 66.               |
| 112               | Carlos Alberto Betancur (COL)      | DNF               |
| 113               | Imanol Erviti (ESP)                | DNF               |
| 114               | Jaime Castrillo (ESP)              | DNF               |
| 115               | Andrey Amador (CRC)                | 83.               |
| 116               | Carlos Barbero (ESP)               | 80.               |
| 117               | Carlos Verona (ESP)                | 109.              |

| Team Jumbo-Visma TJV | Team Jumbo-Visma TJV    | Team Jumbo-Visma TJV |
| -------------------- | ----------------------- | -------------------- |
| Num                  | Ciclista                | Pos                  |
| 121                  | Wout van Aert (BEL)     | 58.                  |
| 122                  | Floris De Tier (BEL)    | 77.                  |
| 123                  | Robert Gesink (NED)     | 21.                  |
| 124                  | Bert-Jan Lindeman (NED) | 87.                  |
| 125                  | Paul Martens (GER)      | 48.                  |
| 126                  | Koen Bouwman (NED)      | 104.                 |
| 127                  | Jos van Emden (NED)     | DNF                  |

| Katusha-Alpecin TKA | Katusha-Alpecin TKA    | Katusha-Alpecin TKA |
| ------------------- | ---------------------- | ------------------- |
| Num                 | Ciclista               | Pos                 |
| 131                 | Nathan Haas (AUS)      | 37.                 |
| 132                 | Jenthe Biermans (BEL)  | DNF                 |
| 133                 | Ruben Guerreiro (POR)  | DNF                 |
| 134                 | Enrico Battaglin (ITA) | 25.                 |
| 135                 | Rick Zabel (GER)       | 105.                |
| 136                 | Willie Smit (RSA)      | DNF                 |
| 137                 | Dmitry Strakhov (RUS)  | DNF                 |

| Team Sky SKY | Team Sky SKY                       | Team Sky SKY |
| ------------ | ---------------------------------- | ------------ |
| Num          | Ciclista                           | Pos          |
| 141          | Michał Kwiatkowski (POL) (estrada) | 11.          |
| 142          | Edward Dunbar (IRL)                | 102.         |
| 143          | Michał Gołaś (POL)                 | 82.          |
| 144          | David de la Cruz (ESP)             | DNF          |
| 145          | Wout Poels (NED)                   | 108.         |
| 146          | Diego Rosa (ITA)                   | 67.          |
| 147          | Dylan van Baarle (NED)             | 31.          |

| Team Sunweb SUN | Team Sunweb SUN            | Team Sunweb SUN |
| --------------- | -------------------------- | --------------- |
| Num             | Ciclista                   | Pos             |
| 151             | Michael Matthews (AUS)     | 16.             |
| 152             | Johannes Fröhlinger (GER)  | DNF             |
| 153             | Marc Hirschi (SUI)         | 54.             |
| 154             | Lennard Kämna (GER)        | 110.            |
| 155             | Søren Kragh Andersen (DEN) | DNF             |
| 156             | Louis Vervaeke (BEL)       | DNF             |
| 157             | Nicolas Roche (IRL)        | DNF             |

| Trek-Segafredo TFS | Trek-Segafredo TFS   | Trek-Segafredo TFS |
| ------------------ | -------------------- | ------------------ |
| Num                | Ciclista             | Pos                |
| 161                | Bauke Mollema (NED)  | 12.                |
| 162                | Koen de Kort (NED)   | DNF                |
| 163                | Fabio Felline (ITA)  | DNF                |
| 164                | Michael Gogl (AUT)   | 81.                |
| 165                | Edward Theuns (BEL)  | 106.               |
| 166                | Toms Skujiņš (LAT)   | 23.                |
| 167                | Julien Bernard (FRA) | 91.                |

| UAE Team Emirates UAD | UAE Team Emirates UAD | UAE Team Emirates UAD |
| --------------------- | --------------------- | --------------------- |
| Num                   | Ciclista              | Pos                   |
| 171                   | Rui Costa (POR)       | 13.                   |
| 172                   | Sergio Henao (COL)    | 29.                   |
| 173                   | Manuele Mori (ITA)    | DNF                   |
| 174                   | Tadej Pogačar (SLO)   | DNF                   |
| 175                   | Simone Petilli (ITA)  | 79.                   |
| 176                   | Edward Ravasi (ITA)   | DNF                   |
| 177                   | Diego Ulissi (ITA)    | 22.                   |

| Corendon-Circus COC | Corendon-Circus COC                  | Corendon-Circus COC |
| ------------------- | ------------------------------------ | ------------------- |
| Num                 | Ciclista                             | Pos                 |
| 181                 | Mathieu van der Poel (NED) (estrada) | 1.                  |
| 182                 | Stijn Devolder (BEL)                 | 100.                |
| 183                 | Jimmy Janssens (BEL)                 | 86.                 |
| 184                 | Gianni Vermeersch (BEL)              | 36.                 |
| 185                 | Marcel Meisen (GER)                  | 52.                 |
| 186                 | Otto Vergaerde (BEL)                 | DNF                 |
| 187                 | Philipp Walsleben (GER)              | DNF                 |

| Roompot-Charles ROC | Roompot-Charles ROC      | Roompot-Charles ROC |
| ------------------- | ------------------------ | ------------------- |
| Num                 | Ciclista                 | Pos                 |
| 191                 | Lars Boom (NED)          | DNF                 |
| 192                 | Mathias De Witte (BEL)   | 78.                 |
| 193                 | Huub Duyn (NED)          | 43.                 |
| 194                 | Maurits Lammertink (NED) | 45.                 |
| 195                 | Oscar Riesebeek (NED)    | 99.                 |
| 196                 | Nick van der Lijke (NED) | 49.                 |
| 197                 | Pieter Weening (NED)     | 88.                 |

| Bardiani CSF BRD | Bardiani CSF BRD         | Bardiani CSF BRD |
| ---------------- | ------------------------ | ---------------- |
| Num              | Ciclista                 | Pos              |
| 201              | Vincenzo Albanese (ITA)  | DNF              |
| 202              | Enrico Barbin (ITA)      | 111.             |
| 203              | Lorenzo Rota (ITA)       | DNF              |
| 204              | Paolo Simion (ITA)       | DNF              |
| 205              | Alessandro Pessot (ITA)  | DNF              |
| 206              | Alessandro Tonelli (ITA) | DNF              |
| 207              | Mirco Maestri (ITA)      | DNF              |

| Israel Cycling Academy ICA | Israel Cycling Academy ICA | Israel Cycling Academy ICA |
| -------------------------- | -------------------------- | -------------------------- |
| Num                        | Ciclista                   | Pos                        |
| 211                        | Ben Hermans (BEL)          | 24.                        |
| 212                        | Clément Carisey (FRA)      | DNF                        |
| 213                        | August Jensen (NOR)        | 98.                        |
| 214                        | Tom Van Asbroeck (BEL)     | 35.                        |
| 215                        | Roy Goldstein (ISR)        | DNF                        |
| 216                        | Kristian Sbaragli (ITA)    | 20.                        |
| 217                        | Dennis van Winden (NED)    | 75.                        |

| Sport Vlaanderen-Baloise SVB | Sport Vlaanderen-Baloise SVB | Sport Vlaanderen-Baloise SVB |
| ---------------------------- | ---------------------------- | ---------------------------- |
| Num                          | Ciclista                     | Pos                          |
| 221                          | Benjamin Declercq (BEL)      | 112.                         |
| 222                          | Kevin Deltombe (BEL)         | 101.                         |
| 223                          | Emiel Planckaert (BEL)       | DNF                          |
| 224                          | Thomas Sprengers (BEL)       | 56.                          |
| 225                          | Dries Van Gestel (BEL)       | 41.                          |
| 226                          | Preben Van Hecke (BEL)       | DNF                          |
| 227                          | Aaron Verwilst (BEL)         | DNF                          |

| Vital Concept-B&B Hotels VCB | Vital Concept-B&B Hotels VCB | Vital Concept-B&B Hotels VCB |
| ---------------------------- | ---------------------------- | ---------------------------- |
| Num                          | Ciclista                     | Pos                          |
| 231                          | Bryan Coquard (FRA)          | 39.                          |
| 232                          | Cyril Gautier (FRA)          | DNF                          |
| 233                          | Patrick Müller (SUI)         | 50.                          |
| 234                          | Quentin Pacher (FRA)         | 76.                          |
| 235                          | Kévin Réza (FRA)             | DNF                          |
| 236                          | Corentin Ermenault (FRA)     | DNF                          |
| 237                          | Arnaud Courteille (FRA)      | DNF                          |

| Wanty-Gobert WGG | Wanty-Gobert WGG           | Wanty-Gobert WGG |
| ---------------- | -------------------------- | ---------------- |
| Num              | Ciclista                   | Pos              |
| 241              | Odd Christian Eiking (NOR) | 96.              |
| 242              | Wesley Kreder (NED)        | DNF              |
| 243              | Xandro Meurisse (BEL)      | 27.              |
| 244              | Andrea Pasqualon (ITA)     | 94.              |
| 245              | Marco Minnaard (NED)       | DNF              |
| 246              | Loïc Vliegen (BEL)         | DNF              |
| 247              | Jérôme Baugnies (BEL)      | 103.             |